# Barbilho

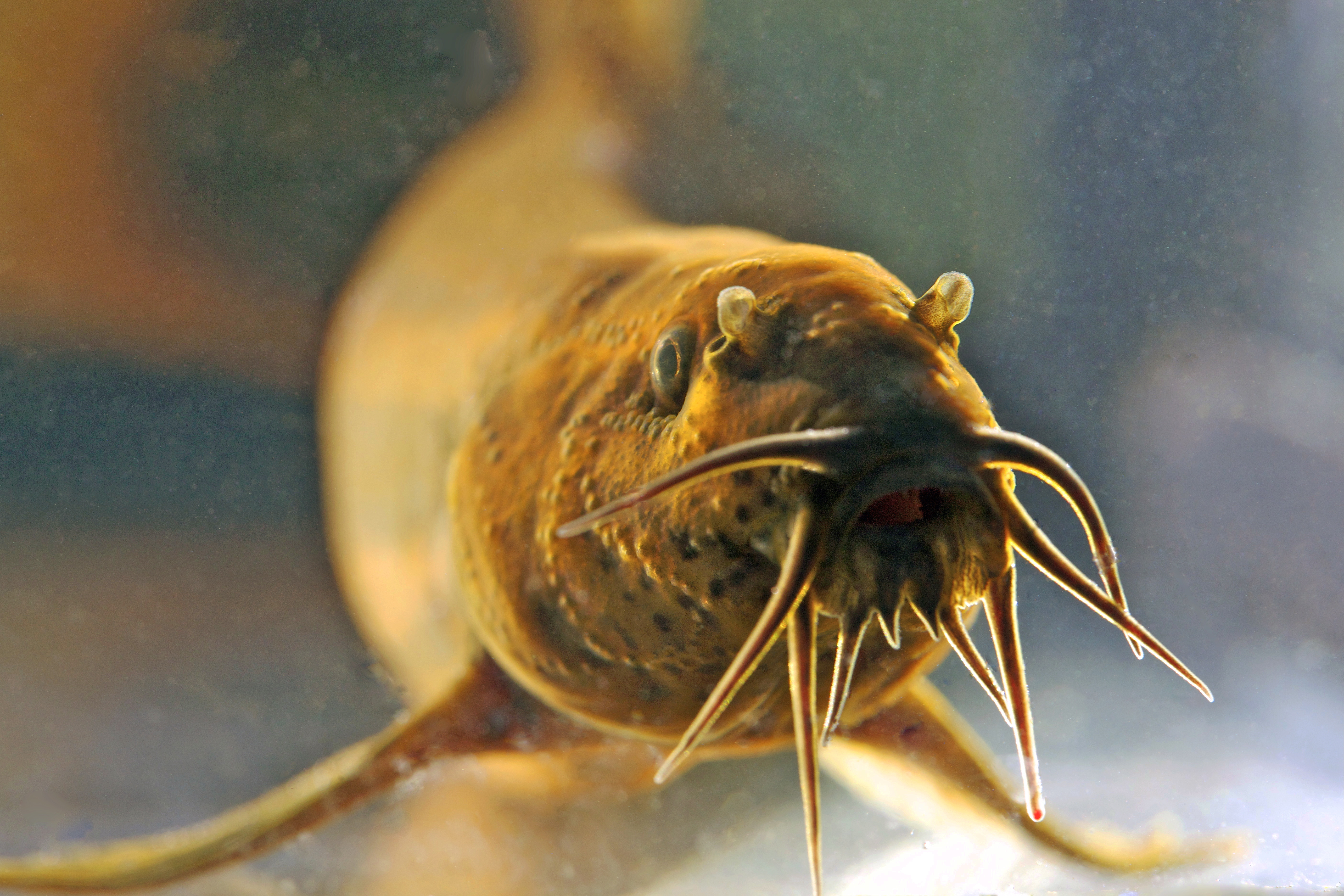
Barbilhos de um peixe da espécie Misgurnus fossilis.

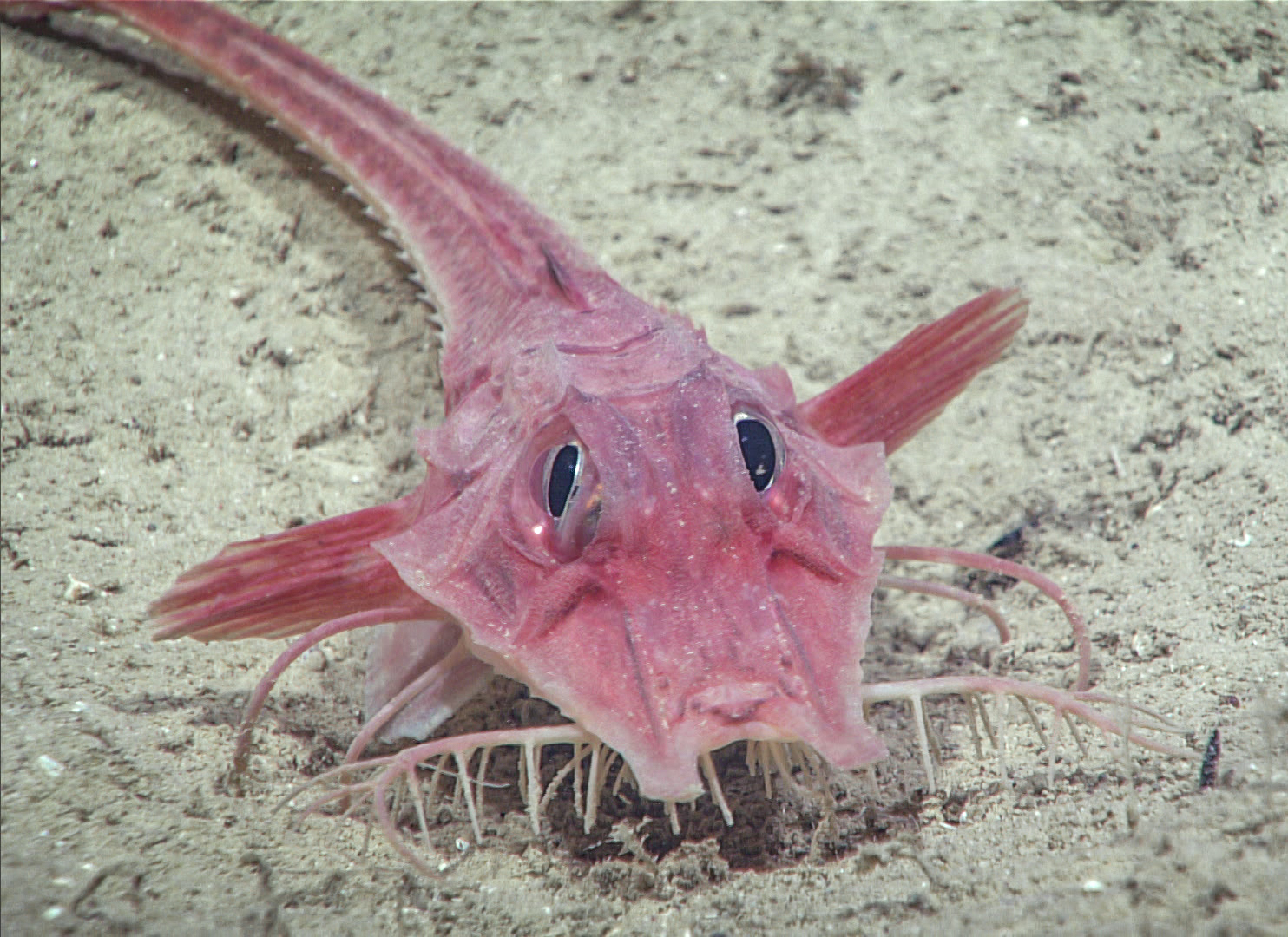
Espécime de Triglidae com os seus complexos barbilhos.

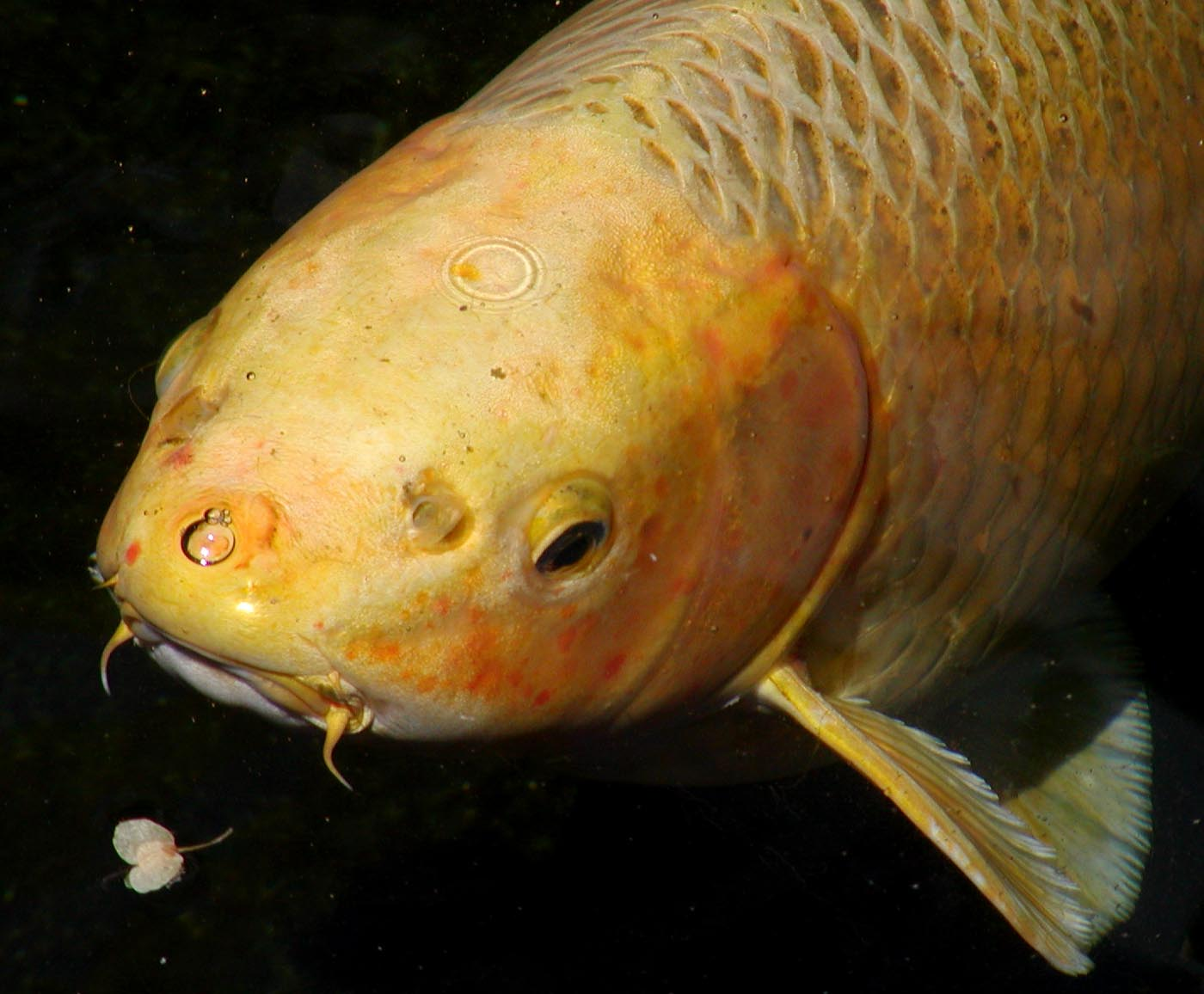
Carpa koi com dois pares de barbilhos, um dos quais minúsculo.

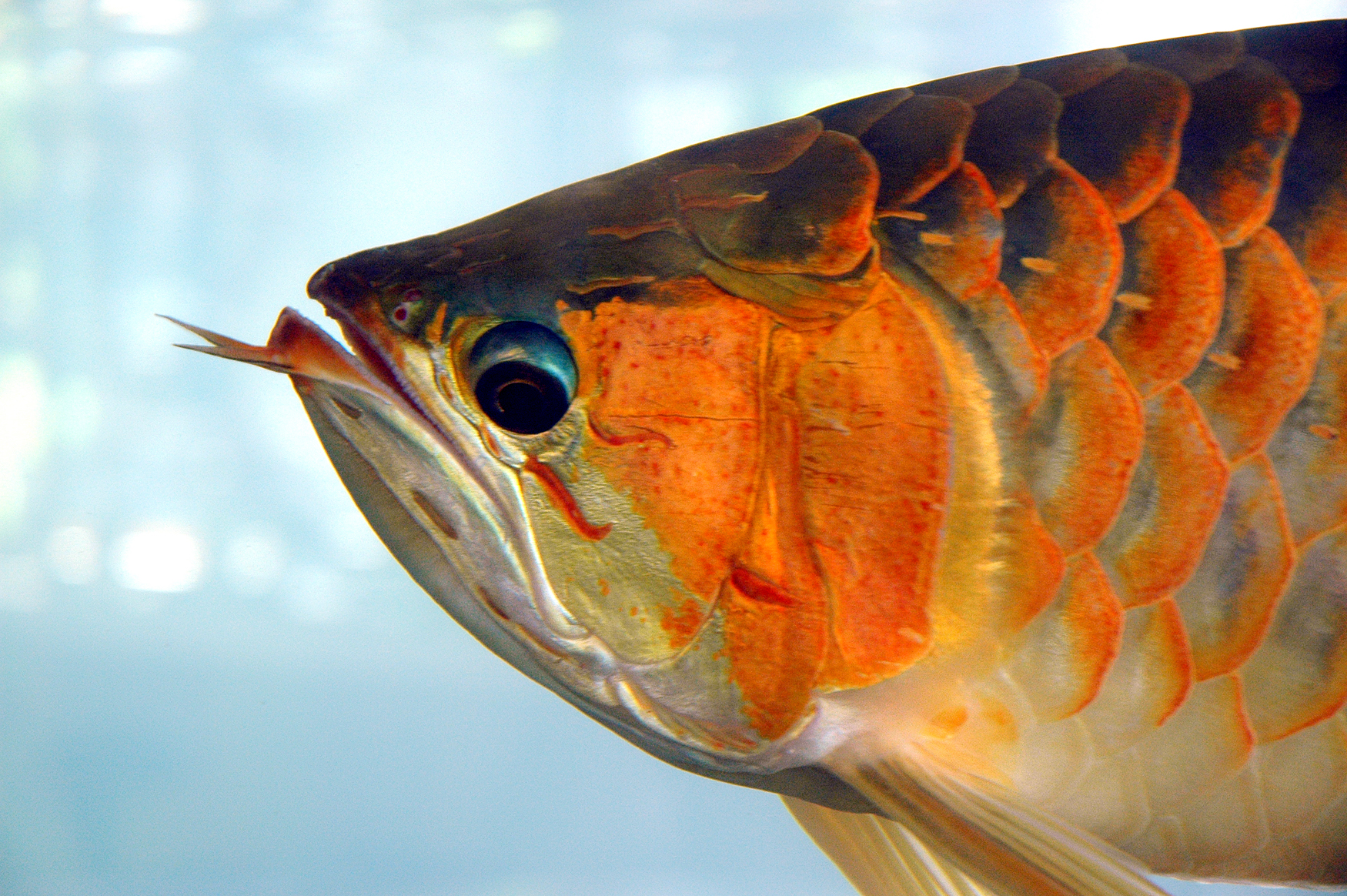
Espécime de aruanã asiático com grandes barbilhos protuberantes.

Barbilho (mais raramente barbilhão) é a designação dada em anatomia às formações filiformes tegumentares que guarnecem externamente a boca de alguns peixes, especialmente os da ordem Siluriformes, mas incluindo as ordens Cyprinidae (carpas), Mullidae e algumas especies de Selachimorpha (tubarões). A estrutura aloja os órgãos gustativos desses peixes, que os usam para se orientar e buscar alimento em águas turvas.

## Descrição
Na anatomia dos peixes (e também na anatomia das tartarugas), designam-se por barbilhos as finas estruturas sensoriais filiformes, semelhantes a um bigode, localizadas próximo da boca do animal. Entre as muitas espécies de peixes que apresentam barbilhos incluem-se o bagre, a carpa, os peixes-cabra (Mullidae), o peixe-bruxa, o esturjão, o peixe-zebra, o peixe-dragão-negro e algumas espécies de tubarão. Os barbilhos alojam as papilas gustativas desses peixes e são usados para procurar alimento em águas turvas.
A palavra "barbilho" deriva do latim barbula, termo que significa "pequena barba". O barbilho é por vezes erroneamente designado por bárbula, uma estrutura encontrada nas penas das aves.
Os barbilhos podem estar localizados em vários locais na cabeça de um peixe, mas sempre nas proximidades da boca. Em função do seu ponto de inserção, os barbilhos podem ser classificados como: (1) «barbilhos maxilares», os barbilhos que se inserem de cada lado da boca; (2) «barbilhos nasais», os que se estendem a partir das narinas; e (3) «barbilhos mandibulares» ou «barbilhos mentonianos», os que estão inseridos no queixo.

### Morfologia
Os barbilhos dos peixes podem assumir a forma de pequenas protuberâncias carnudas ou longas extensões cilíndricas da cabeça danimal. As formas cilíndricas do barbilho são construídas sobre um sistema de suporte interno, que pode ser constituído por tecido ossificado ou por tecido conjuntivo cartilaginoso, que fornece uma base em torno da qual se instalam os vasos sanguíneos e os nervos mielinizados, estruturas que são mantidas juntas na derme, facilitando o seu contacto com o meio envolvente.
O tecido muscular situado na região central do barbilho permite o movimento limitado da estrutura, o que auxilia na manipulação da presa. Na epiderme, as papilas gustativas estão situadas em papilas dérmicas, pequenas cristas de pele dobrada que aumentam a área da superfície da pele e o número total de papilas gustativas que se podem concentrar sobre o barbilho.
As concentrações de papilas gustativas na superfície do barbailho variam de espécie para espécie, com os peixes-gato-cabeçudos (género Ameiurus) a apresentarem 25 papilas por milímetro quadrado de pele do barbilho.
Os barbilhos começam a desenvolver-se durante os estágios inicias de vida embrionária, larval ou juvenil da maioria das espécies em que estão presentes. A regulação do desenvolvimento dos barbilhos está relacionada com o ligante C-C motif 33 da família de genes das quimiocinas, devido à sua presença em peixes-gato e no peixe-zebra e ausência ou diferença na expressão em membros dessas mesmas famíliasdesprovidos de barbilho. Esta classe de genes inclui os genes de sinalização que fornecem informações direcionais às células em migração durante a morfogénese.

### Função
Na maioria das espécies de peixes, os barbilhos são usados para auxiliar a aquisição de alimento em massas de água que apresentam baixa visibilidade devido a condições de pouca luz ou de turvação. Os receptores gustativos são capazes de detectar enzimas na água e ajudar o peixe a identificar possíveis fontes de alimento ou possíveis causas de perigo. Por exemplo, os necrófagos da zona abissal da espécie Coryphaenoides armatus apresentam um pequeno barbilho na mandíbula que usam para vasculhar o fundo do mar em busca de carniça para comer.  
A espécie Upeneus tragula desenvolve barbilhos em resposta à disponibilidade de alimentos. Quando privados de alimento por dois dias em condições de laboratório, os espécimes desta espécie desenvolvem barbilhos grandes em comparação com os desenvolvidos por aqueles espécimes que foram alimentados de forma regular. Os grandes barbilhos ajudam o organismo a capturar presas e competir contra outros indivíduos. No entanto, indivíduos que desenvolveram barbilhos grandes também experimentaram uma diminuição na taxa de crescimento.
Na espécie Triportheus signatus os indivíduos desenvolvem barbilhos mais tarde no ciclo de vida como resposta ao baixo oxigênio dissolvido em poças deixadas isoladas após as águas das enchentes baixarem após a estação chuvosa. Essas estruturas são mais vascularizadas do que os barbilhos de outras espécies de peixes para ajudar nas trocas gasosas em condições de baixo oxigénio e direcionar mais o fluxo de água sobre as guelras.